# 奧普海姆 (伊利諾伊州)
奧普海姆（英語：Opheim）是位於美國伊利諾伊州亨利縣的一個非建制地區。該地的面積和人口皆未知。

## 地理
奧普海姆的座標為41°15′09″N 90°11′19″W / 41.25250°N 90.18861°W，而該地的平均海拔高度為227米（即745英尺）。